# Albin Mazon
Albin Mazon (L'Argentièira (França), 24 d'octubre de 1828 - París, 29 de febrer de 1908), fou un periodista i historiador francès.

## Biografia
Com que el seu pare era metge, Albin Mazon va començar a estudiar medicina a París. Però l'any 1851, el doctor Victorin Mazon, republicà convençut, va haver d'exiliar-se amb la seva família a la regió de Savoia, aleshores pertanyents al Regne de Sardenya.
Llavors va abandonar els estudis de medicina i es va fer periodista, primer a Chambéry, després a Niça on va ser redactor de L'Avenir de Nice i de la qual va ser expulsat pel govern italià el 1861, i finalment a París, com a director del telègraf a l'agència Havas.
Quan es va jubilar el 1890, es va dedicar a la història del seu país natal, Vivarais, que esdevingué el departament de l'Ardèche, escrivint nombrosos llibres sobre Privas, Aubenas, Tournon, Laurac-en-Vivarais, Uzer, Largentière...
Però és més conegut sota el pseudònim de Doctor Francus, a través dels llibres de "Viatges..."
L'Académie Française li va concedir el Premi Thérouanne el 1905 per les seves Notes i documents sobre els hugonots de Vivarais.
Mort l'any 1908, és enterrat al cementiri de Privas. És el pare de l'hel·lenista Paul Mazon.
Els seus arxius constitueixen el fons Albin Mazon als arxius departamentals de l'Ardecha, sota el número 52J 1-265, 15 ml de documentació, des del 1184 fins al segle xx.

## Publicacions
- 1863 : Le vieux musicien;
- 1868 : Une esquisse d'anatomie politique;
- 1875 : Un roman à Vals;
- 1875 : Margueritte Chalis et la légende de Clotilde de Surville;
- 1877 : La vérité sur les commissions mixtes
- 1878 : Voyage aux pays volcaniques du Vivarais
- 1879 : Voyage autour de Valgorge
- 1882 : Voyage autour de Privas;
- 1884 : Voyage dans le midi de l'Ardèche;
- 1885 : Voyage à pied, à bateau, en voiture et à cheval le long de la rivière d'Ardèche;
- 1885 : Voyage au pays Helvien;
- 1886 : Voyage au Bourg-Saint-Andéol
- 1888 : Voyage autour de Crussol (lire en ligne) [archive]
- 1888 : Les muletiers du Vivarais et du Velay;
- 1889 : Essai historique sur le Vivarais pendant la guerre de cent ans (1337-1453);
- 1890 : Voyage humoristique, politique et philosophique au Mont Pilat;
- 1891 : Quelques notes sur l'origine des églises du Vivarais, de cartularis antics i altres documents. Volum 1.
- 1892 : Les muletiers du Vivarais, du Velay & du Gévaudan de cartularis antics i altres documents. Volum 1.
- 1893 : Quelques notes sur l'origine des églises du Vivarais, de cartularis antics i altres documents. Volum 2.
- 1894 : Voyage fantaisiste et sérieux à travers l'Ardèche et la Haute-Loire;
- 1894 : Chronique religieuse du vieil Aubenas;
- 1897 : Notice historique sur l'ancienne paroisse de Jaujac : Jaujac, La Souche, Prades, St-Cirgues-de-Prades;
- 1897 : Notice sur Vinezac;
- 1901 : Voyage autour d'Annonay;
- 1901 : Comment je suis arrivé à croire: confession d'un incroyant;
- 1902 : Voyage au pays des Boutières;
- 1903 : Famille Serret: encyclopédie de l'Ardèche;
- 1904 : Histoire de Largentière;
- 1905 : Voyage humoristique dans le Haut Vivarais.